# Peloribates tredecemsetosus
Peloribates tredecemsetosus är en kvalsterart som beskrevs av Corpuz-Raros 1981. Peloribates tredecemsetosus ingår i släktet Peloribates och familjen Haplozetidae. Inga underarter finns listade i Catalogue of Life.